# 500-km-Rennen von Zeltweg 1967

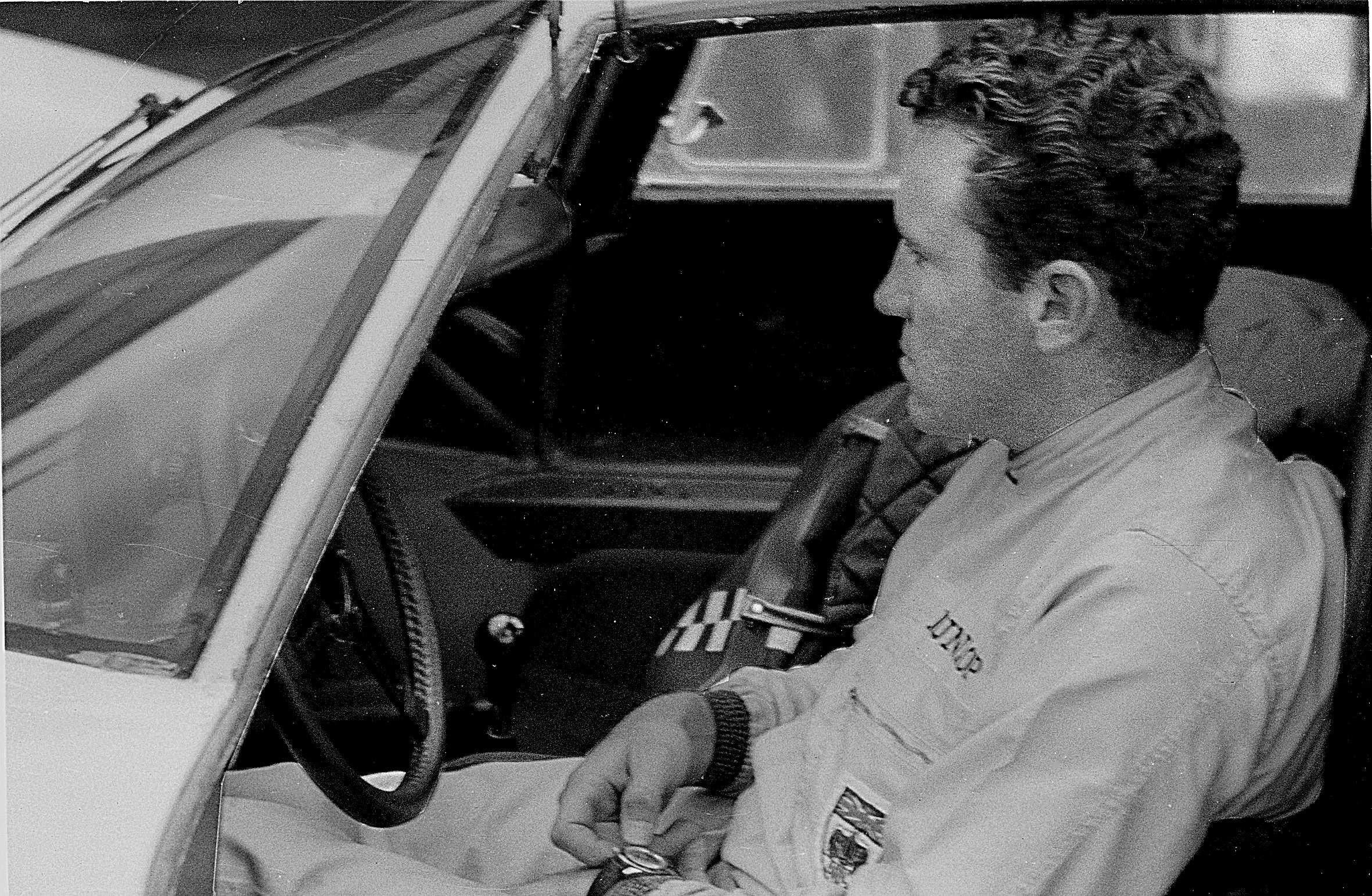
Rennsieger Paul Hawkins, hier beim Training zum 1000-km-Rennen auf dem Nürburgring 1966

Das 500-km-Rennen von Zeltweg, auch Grosser Preis von Österreich (FIA-Weltmeisterschaftslauf, 500-km-Rennen für Sportwagen), Zeltweg, wurde am 20. August 1967 auf dem Flughafen Zeltweg ausgefahren. Es war der 12. Wertungslauf der Sportwagen-Weltmeisterschaft dieses Jahres.

## Das Rennen
Wie 1966, fand auch 1967 ein Weltmeisterschaftslauf auf dem Flughafen in Zeltweg statt. Das Rennen gewann der nach Unstimmigkeiten mit der Teamführung von Porsche geschiedene Paul Hawkins, der einen Ford GT40 meldete. Im Ziel hatte er zwei Runden Vorsprung auf das Duo William Bradley und Richard Attwood im Porsche 906.

## Ergebnisse

### Schlussklassement
| 1               | S + 2.0 | 5  | Paul Hawkins                    | Paul Hawkins                       | Ford GT40      | 157 |
| 2               | S 2.0   | 17 | Midland Racing Partnership Ltd. | William Bradley Richard Attwood    | Porsche 906    | 155 |
| 3               | S + 2.0 | 3  | Scuderia Brescia                | Nino Vaccarella Umberto Maglioli   | Ford GT40      | 153 |
| 4               | S + 2.0 | 6  | David Piper Autoracing          | David Piper David Skailes          | Ferrari 250LM  | 152 |
| 5               | S + 2.0 | 8  | Edward Nelson                   | Edward Nelson                      | Ford GT40      | 151 |
| 6               | S 2.0   | 19 | Squadra Tartaruga               | Rico Steinemann Dieter Spoerry     | Porsche 906 LM | 149 |
| 7               | S 1.3   | 25 | Abarth & Co.                    | Johannes Ortner                    | Abarth 1300 OT | 146 |
| 8               | S 1.3   | 24 | Abarth & Co.                    | Erich Bitter                       | Abarth 1300 OT | 143 |
| 9               | S 1.3   | 28 | Scuderia Lufthansa              | Reinhold Joest Hans-Dieter Dechent | Abarth 1300 OT | 142 |
| 10              | S 2.0   | 10 | Jochen Rindt                    | Jochen Rindt Rolf Stommelen        | Porsche 906    | 140 |
| Disqualifiziert |         |    |                                 |                                    |                |     |
| 11              | S 2.0   | 14 | Don Marriott                    | Don Marriott                       | Lotus Elan     | 1   |
| Ausgefallen     |         |    |                                 |                                    |                |     |
| 12              | S 1.3   | 26 | Abarth & Co.                    | Ernst Furtmayr                     | Abarth 1300 OT | 135 |
| 13              | S + 2.0 | 4  | Colin Crabbe                    | Jochen Neerpasch Colin Crabbe      | Ford GT40      | 114 |
| 14              | S + 2.0 | 1  | Denis Hulme                     | Denny Hulme Charles Lucas          | Ford GT40      | 63  |
| 15              | S 2.0   | 15 | Gerhard Koch                    | Gerhard Mitter Gerhard Koch        | Porsche 906    | 39  |
| 16              | S 2.0   | 20 | Mike de Udy                     | Mike de Udy                        | Porsche 906    | 19  |
| 17              | S 2.0   | 12 | Chris Barber                    | John Hine                          | Lotus Elan     | 7   |
| 18              | S 2.0   | 16 | Scuderia Lufthansa              | Udo Schütz Hans Herrmann           | Porsche 906    | 6   |
| 19              | S 1.3   | 29 | Helmut Krause                   | Helmut Krause Michel Weber         | Abarth 1300 OT | 1   |
| 20              | S + 2.0 | 9  | Sylvain Garant                  | Sylvain Garant                     | Ferrari 250LM  | 1   |
| 21              | S 1.3   | 27 | Diva Cars Ltd.                  | Mike Graty Peter Warren            | Diva GT        |     |
| 22              | S 1.3   | 30 | Marcos Car Comp.                | Gottlieb Stottan                   | Marcos Mini GT |     |

### Nur in der Meldeliste
Hier finden sich Teams, Fahrer und Fahrzeuge, die ursprünglich für das Rennen gemeldet waren, aber aus den unterschiedlichsten Gründen daran nicht teilnahmen.
| Pos. | Klasse  | Nr. | Team                   | Fahrer                       | Chassis               |
| ---- | ------- | --- | ---------------------- | ---------------------------- | --------------------- |
| 23   | S 2.0   |     | Willy Elsinger         | Willy Elsinger               | Lotus Elan            |
| 24   | S 2.0   | 4   | Scuderia Brescia       |                              | Porsche 906           |
| 25   | S + 2.0 | 7   | David Prophet          | David Prophet                | Ford GT40             |
| 26   | S + 2.0 | 7   | David Prophet          | David Prophet                | Ferrari 250LM         |
| 27   | S 2.0   | 11  | Joakim Bonnier         | Joakim Bonnier Sten Axelsson | Porsche 906           |
| 28   | S 2.0   | 18  | Scuderia Lufthansa     | Hans-Dieter Dechent          | Porsche 906           |
| 29   | S 2.0   | 21  | Scuderia Brescia       | Mario Casoni Luigi Taramazzo | Porsche 906           |
| 30   | S 2.0   | 22  | Peter Clarke           | Peter Clarke                 | TVR Grantura          |
| 31   | S 2.0   | 23  | Scuderia Sant’Ambroeus | Ottorino Volonterio          | Alfa Romeo Giulia TZ2 |

### Klassensieger
| Klasse  | Fahrer          | Fahrer          | Fahrzeug       | Platzierung im Gesamtklassement |
| ------- | --------------- | --------------- | -------------- | ------------------------------- |
| S + 2.0 | Paul Hawkins    |                 | Ford GT40      | Gesamtsieg                      |
| S 2.0   | William Bradley | Richard Attwood | Porsche 906    | Rang 2                          |
| S 1.3   | Johannes Ortner |                 | Abarth 1300 OT | Rang 7                          |

### Renndaten
- Gemeldet: 31
- Gestartet: 22
- Gewertet: 10
- Rennklassen: 3
- Zuschauer: unbekannt
- Wetter am Renntag: leichter Regen
- Streckenlänge: 3,200 km
- Fahrzeit des Siegerteams: 3:15:54,530 Stunden
- Gesamtrunden des Siegerteams: 157
- Gesamtdistanz des Siegerteams: 502,400 km
- Siegerschnitt: 153,867 km/h
- Pole Position: Jochen Rindt – Porsche 906 (#10) – 1:09,590 = 165,541 km/h
- Schnellste Rennrunde: Paul Hawkins – Ford GT40 (#5) – 1:09,400 = 165,994 km/h
- Schnellste Rennrunde: Denny Hulme – Ford GT40 (#1) – 1:09,400 = 165,994 km/h
- Rennserie: 12. Lauf zur Sportwagen-Weltmeisterschaft 1967